# مت بار
مت بار (انگلیسی: Matt Bahr؛ زادهٔ ۶ ژوئیهٔ ۱۹۵۶) یک بازیکن فوتبال اهل ایالات متحده آمریکا است.